# انتخابات محلی تایوان (۲۰۱۸)
انتخابات محلی تایوان (۲۰۱۸) (انگلیسی: Taiwanese local elections, 2018) در تاریخ ۲۴ نوامبر ۲۰۱۸ در کشور برگزار شد برای انتخاب ۲۲ مسئول محلی.

## نتایج انتخابات
رئیس‌جمهور تایوان تسای اینگ-ون پس از شکست در انتخابات محلی ۲۴ نوامبر، از سمت ریاست حزب پیشرو دموکراتیک، حزب حاکم (DPP)، با از دست دادن دو پست مهم شهرداری در انتخابات شهرداری‌ها، استعفا داد. حزب حاکم در  انتخابات محلی، هفده شهرداری از سیزده شهر و شهرستان را که از سال ۲۰۱۴ به دست آورده بود، از دست داد. اکنون DPP تنها هدایت شش شهرداری را بر عهده دارد. به این ترتیب برای انتخابات ریاست جمهوری سال ۲۰۲۰ مواضعی که حزب حاکم به دست می‌آورد مهم است، زیرا می‌تواند بر کل نقشه سیاسی سراسر تنگه تایوان تأثیر بگذارد.